# Lomma landskommun
Lomma landskommun var en tidigare kommun i dåvarande Malmöhus län.

## Administrativ historik
Kommunen bildades i Lomma socken i Bara härad i Skåne när 1862 års kommunalförordningar trädde i kraft. 
Lomma municipalsamhälle inrättades här 12 september 1900. 
1951 ombildades kommunen med municipalsamhället till Lomma köping som 1971 ombildades till Lomma kommun.

## Politik

### Mandatfördelning i Lomma landskommun 1938-1946
| 20 | 5 |

| 24 |

| 19 | 6 |

| 24 |

| 18 | 2 | 2 | 3 |

| 24 |